# Келлер, Артур Игнатиус
Артур Келлер (англ. Arthur Ignatius Keller; 1866—1925) — американский художник и иллюстратор.

## Биография
Родился 4 июля 1866 года в Нью Йорке в семье Адама и Матильды Келлер.
Отец, дизайнер и гравёр, был первым учителем Артура. В семнадцать лет он начал обучение в Национальной академии дизайна в Нью-Йорке, где учился у Лемюэля Уилмарта. В 1890 году Келлер отправился в Мюнхен, где в течение двух лет обучался у Людвига фон Лёффица (нем. Ludwig von Loeffiz). Отец пытался убедить Артура остаться в Европе и поехать учиться во Францию, но Келлер вернулся в Соединенные Штаты, в Нью-Йорк. Здесь он занялся иллюстрированием книг и журналов, что, вероятно, было вызвано финансовыми соображениями. К 1912 году Келлер проиллюстрировал около 150 книг и более 600 выпусков ведущих журналов, получив всеобщее признание.
Среди наград Артура Келлера — премия за акварели филадельфийского клуба Philadelphia Art Club, серебряная медаль Всемирной выставки в Париже в 1900 году, бронзовая и серебряная медали Всемирной выставки в Сент-Луисе в 1904 году и золотая медаль выставки Panama Exposition в Панаме.
Умер от пневмонии в Нью-Йорке 2 декабря 1925 года.

Иллюстрация к роману Оуэна Уистера «Виргинец»
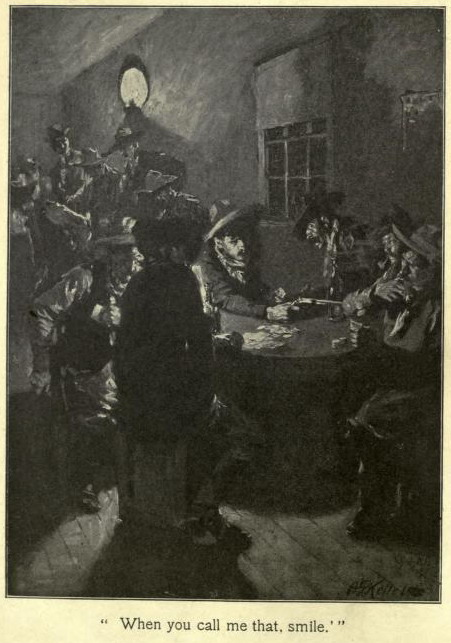
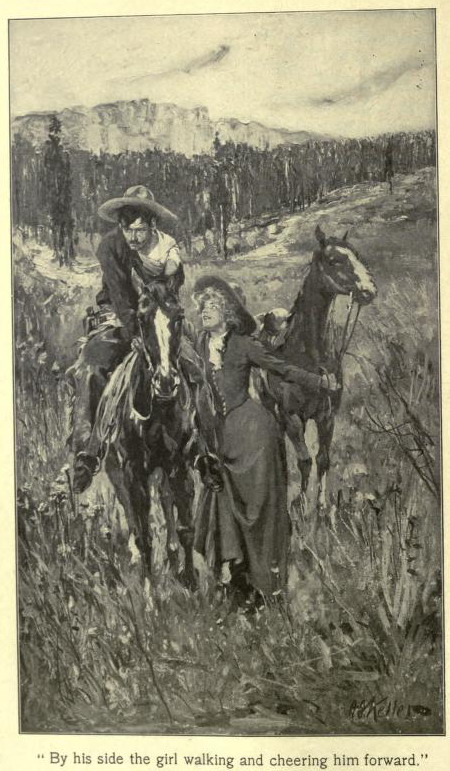
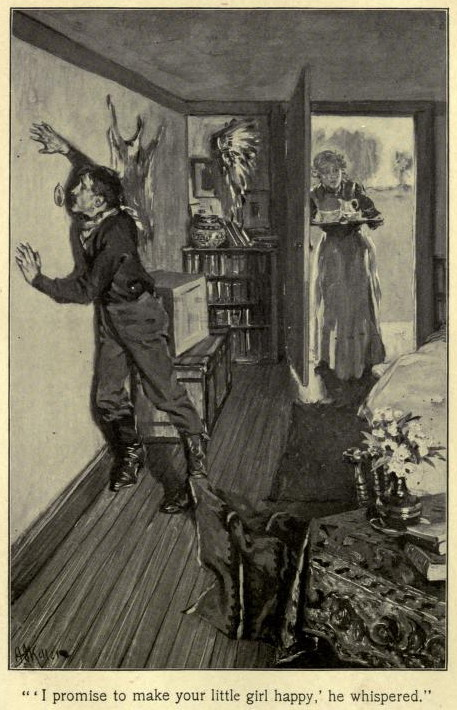
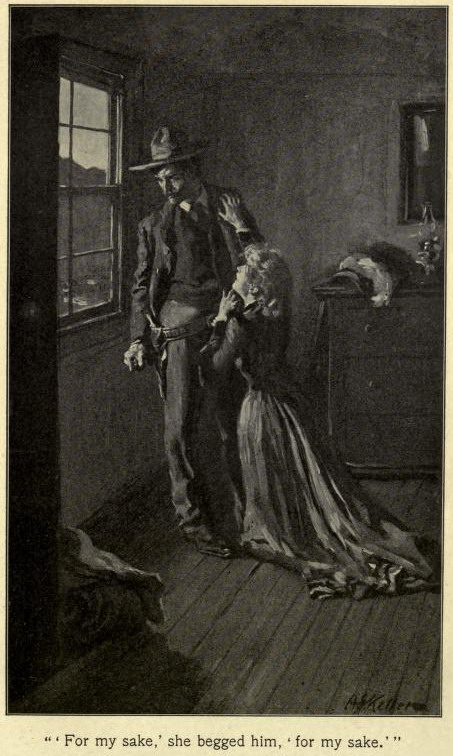